# Sidney (beach soccer)
Pour les articles homonymes, voir Sidney.
Sidney Ribeiro Souto dit Sidney, né le 19 juin 1980 à Rio de Janeiro, est un joueur de beach soccer international brésilien.
Il est le frère de Rodrigo Souto, footballeur brésilien.
En 2011, le sélectionneur du Brésil dit de lui que « c’est le seul joueur de beach soccer que je connaisse à qui l’on peut confier cinq ou six fonctions différentes. Il peut attaquer, marquer des buts, défendre, résoudre des problèmes ».

## Biographie
Sidney joue pour Bonsucesso (RJ) et São Cristóvão (RJ) avant de participer au Championnat d'Italie de beach soccer.

## Palmarès

### En sélection
| Compétitions mondiales | Compétitions continentales                                                                         |
| --- | -------------------------------------------------------------------------------------------------- |
| - Coupe du monde (4) - Vainqueur en 2006, 2007, 2008 et 2009 - Finaliste en 2011 - BSWW Mundialito (5) - Vainqueur en 2005, 2006, 2007, 2010 et 2011 - Finaliste en 2008 et 2009 - Coupe latine (2) - Vainqueur en 2006, 2009 - Finaliste en 2010, 2011 - Copa das Nações (2) - Vainqueur en janvier 2013 et décembre 2013 - Coupe intercontinentale - Finaliste en 2011 et 2012 | - Championnat CONMEBOL (1) - Vainqueur en 2008 - 3e en 2013 - Copa América (1) - Vainqueur en 2012 |

### En club
Botafogo FR
- 4e de la Coupe du monde des clubs en 2013
- Vainqueur de la Coupe du Brésil en 2011

### Individuel
- Co-meilleur buteur du BSWW Mundialito en 2010